# San Ignacio (Misiones)
San Ignacio es una localidad y municipio argentino ubicada en la ruta nacional N° 12 en la  provincia de Misiones. Se encuentra a 57 kilómetros de la Ciudad Capital,y posee una distancia de 240 kilómetros del Puerto Iguazú. También se ubica a menos de 3 kilómetros del margen derecho del río Paraná. Es la cabecera del departamento San Ignacio, y se encuentra al sur de la provincia.
San Ignacio es muy conocida por contar en su casco urbano con las ruinas históricas de la reducción jesuítica de San Ignacio Miní, cuyos restos se encuentran entre los mejores conservados de esta etapa histórica. Estas ruinas donde los sacerdotes organizaron a indígenas guaraníes fueron declarados Patrimonio Mundial de la Humanidad por la Unesco en 1984, y el turismo generado por ellas son una de sus principales fuentes de ingreso.
Se accede a ella a través de la ruta Nacional N.º 12 (asfaltada), que la comunica al sudoeste con Santa Ana y Posadas, y al nordeste con Gobernador Roca y Puerto Iguazú. Otra vía de comunicación es la ruta Provincial N.º 210, que la comunica al sur con el pueblo de Domingo Savio, ubicado dentro de los límites del municipio.

## Historia

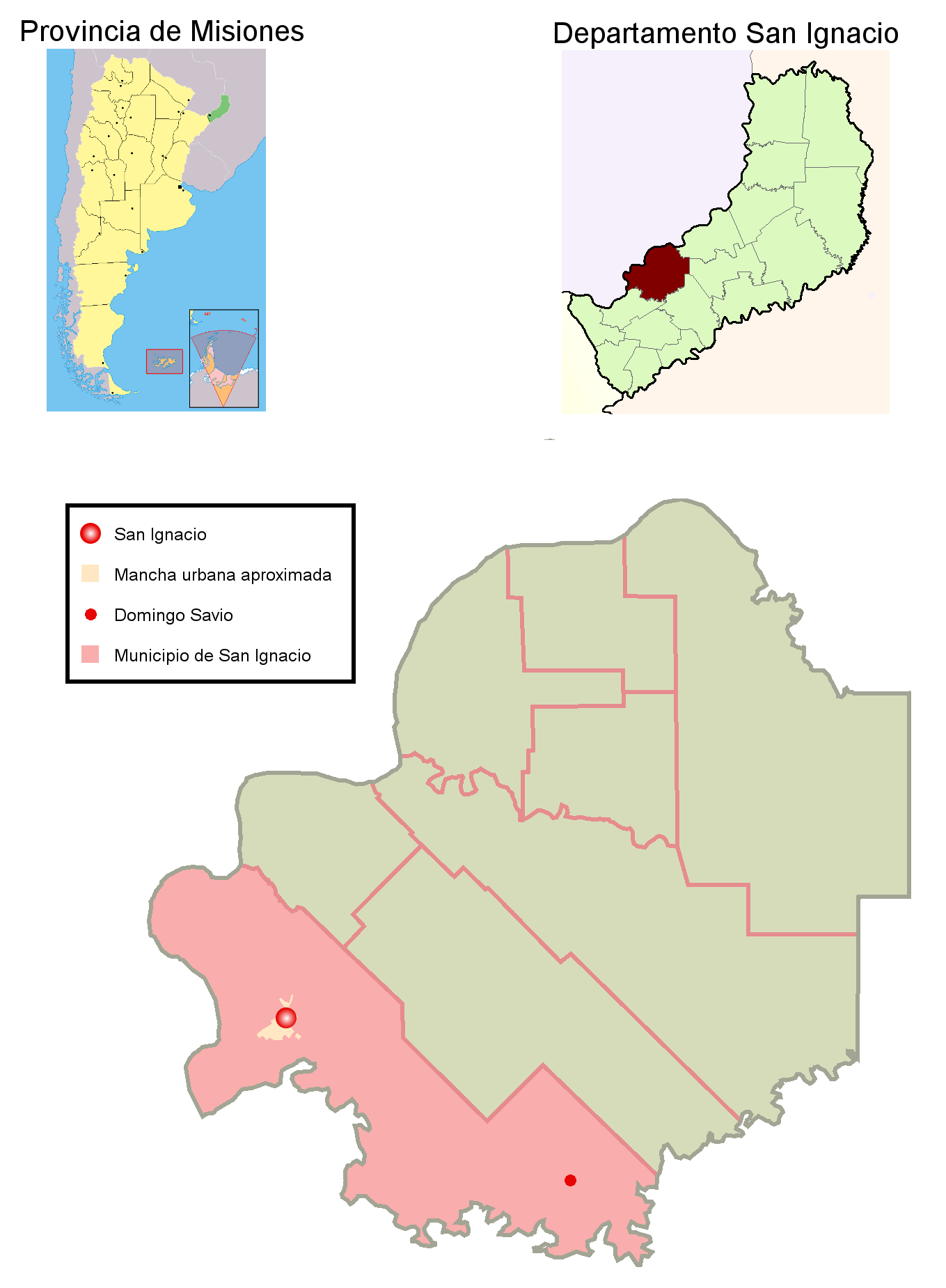
Área del municipio de San Ignacio y su mancha urbana en el departamento homónimo; el punto menor indica la localidad de Domingo Savio.

Los jesuitas llegaron a esta zona escapando de los ataques e invasiones bandeirantes y mamelucos que los atacaban para atrapar indígenas y venderlos como esclavos. Antonio Ruiz de Montoya llegó junto con 12.000 aborígenes a las cercanías del arroyo Yabebirí, donde refundó Loreto y San Ignacio Miní, también conocida como San Ignacio de Ipaembucú. Este asentamiento duraría unos 150 años, hasta que la Compañía de Jesús es expulsada de las colonias españolas. Los aborígenes no supieron mantener la estructura diseñada por los jesuitas y comenzó un rápido declive demográfico.
En 1817 San Ignacio fue saqueada e incendiada junto con otras ex reducciones por tropas paraguayas, en el contexto general de anarquía que imperaba en el país. Misiones fue anexada en los años posteriores por Corrientes, y la región quedó prácticamente deshabitada hasta que en 1870 vuelven contingentes no indígenas a ocupar las zonas linderas con el río Paraná y el arroyo Yabebirí, que permanentemente  estuvieron habitadas por miembros de Comunidades Mbya Guaraní. Esta ocupación coincidió con el fin de la Guerra de la Triple Alianza y el inicio de la separación definitiva de Misiones de la provincia de Corrientes.
La historia reciente comienza con la mensura realizada por el agrimensor Queirel, quien delineó el centro urbano de San Ignacio por orden de Corrientes el 25 de septiembre de 1877. El pueblo nuevo fue fundado el 18 de enero de 1907 con la llegada de los primeros colonos, entre ellos, Marcelino Boix, Pablo Allain, Joaquín Alcaraz, Pablo Martín, Adolfo Lanusse, los hermanos Palacios, etc.
Además del turismo, en la zona es muy importante la producción de yerba mate, la actividad forestal y minera.

## Educación
Posee numerosas escuelas de educación inicial y primaria, escuelas de educación especial, escuelas de adultos, escuelas de nivel medio con orientación en ciencias agrícolas, de educación técnica, Bachillerato común y acelerado para adultos. En el nivel Superior, podemos contar con un Instituto para la formación y perfeccionamiento continuo de docentes dependiente de la escuela Normal Superior N.º 5 "Fray Mamerto Esquiú". La iniciativa privada en educación, se encuentra representada por el Instituto de Arte Leonardo Da' Vinci, y la iniciativa técnica en educación, se encuentra representada por la Escuela Provincial de Educación Técnica N.° 12 ING. Rubén Alberto Peralta (E.P.E.T. N°12)

## Cultura
El Museo de Interpretación Jesuítico - Guaraní, comprende una visión del mundo guaraní desde antes de la llegada de los españoles y el impacto que significó la influencia de la cultura europea, produciéndose otra instancia del ya extendido parasitismo colonial.
El Museo Casa de Horacio Quiroga, rescata pertenencias y testimonios de la obre del escritor uruguayo que se radicará en San Ignacio a principios del siglo XX. El mismo había sido invitado en 1903 por Leopoldo Lugones, para viajar en calidad de fotógrafo junto a un contingente de estudiosos para realizar trabajos de relevamiento en las Ruinas de San Ignacio.
El Museo Miguel Nadasdy: Miguel Nadasdy, fue un coleccionista particular que se radicó en San Ignacio alrededor de 1960 y sintiéndose enfermo, solicita a la Provincia de Misiones un sueldo y la cobertura de una obre social con el compromiso de ceder toda su colección a la Subsecretaria de Cultura de la Provincia, bajo cuya jurisdicción se encuentra actualmente.

## Turismo
Los principales centros de interés en San Ignacio son:
- Las Ruinas de las Misiones de San Ignacio Miní: se encuentra emplazadas en el centro mismo de la ciudad y por su gran estado de conservación permiten apreciar como se encontraba urbanizado el conjunto arquitectónico y la magnificencia de sus tallas en piedra arenisca. Por la importancia testimonial de estas ruinas, fueron declaradas Patrimonio Cultural de la Humanidad, por la UNESCO. 
- El Centro de Interpretación: reproduce en nueve salas, como fue el hábitat del grupo aborigen de los guaraníes hasta la llegada de los Jesuitas, y como fue la llegada de los conquistadores y la simbiosis cultural que resultó de la convivencia. Termina el recorrido con la representación en una maqueta, de lo que fue la misión de San Ignacio Miní, en el momento culminante de su historia.
- Espectáculo de luz, imagen y sonido: revive la vida en las misiones entre los siglos XVII y XVIII a través de relatos acompañados de música y juegos de luces e imágenes proyectadas sobre pantallas de bruma de agua.  
- Museo Casa de Horacio Quiroga: en el predio de los que fuera la Chacra donde vivió el escritor uruguayo, se encuentra una réplica de la casa construida en madera por él mismo y la segunda casa, hecha de piedra, mampostería y vidrio, en la que se puede apreciar algunos muebles y utensilios usados por el escritor, considerado el mejor cuentista breve de América del Sur que vivió en San Ignacio y desarrolló gran parte de sus obras inspirándose en las vivencias de sus habitantes y en el entorno semisalvaje y agreste que lo rodeaba.
- Parque Provincial y Peñón del Teyú Cuaré: es una reserva natural de casi 80 hectáreas a orillas del Río Paraná, de gran valor paisajístico. Cuenta con una escalinata para acceder a la parte del cerro, desde donde se puede apreciar un paisaje imponente.
- Osununú: quiere decir "Trueno" en lengua guaraní, y se refiere a que desde las zonas más altas se hacían rodar hasta el río, los rollos de madera recién talados para conformar las jangadas que luego se enviaría río abajo. Es un lugar con miradores con vista al río Paraná, y se halla en el camino al Teyú Cuaré.
- Club de pesca y deportes náuticos: posee para lanchas, parrillas, luz eléctrica, sanitaria y una vista panorámica espectacular.
- Balneario Playa del Sol: se encuentra a 3 kilómetros del centro, ubicada en Puerto Nuevo. Posee entre otros atractivos, una playa de arena para disfrutar del verano, quinchos, parrillas, cantina con comidas varias, minutas, espectáculos con música en vivo y discotecas. Apta para actividades náuticas.
- Club de Río San Ignacio: emprendimiento privado con piletas de natación, bungalows, camping, playa, restaurante con comidas a la carta, bar ubicado a orillas del río Paraná y al pie de la serranía del Cerro de Teyú Cuaré. Se puede acceder al mismo, por un desvío en el camino al Peñón del Teyú Cuaré.
- Fundación Temaikèn: reserva ecológica que se dedica a preservar la flora y fauna autóctona y el estudio y compilación de especies hogareñas. Posee miradores naturales como balcones sobre el Río Paraná, perteneció a los descendientes del yerno de Horacio Quiroga, el suizo francés Lenoble (Casado en primeras nupcias con Egle Quiroga y en segundas nupcias con Sara Vivanco) quienes donaron la propiedad a esta fundación.

## Ruinas Jesuíticas

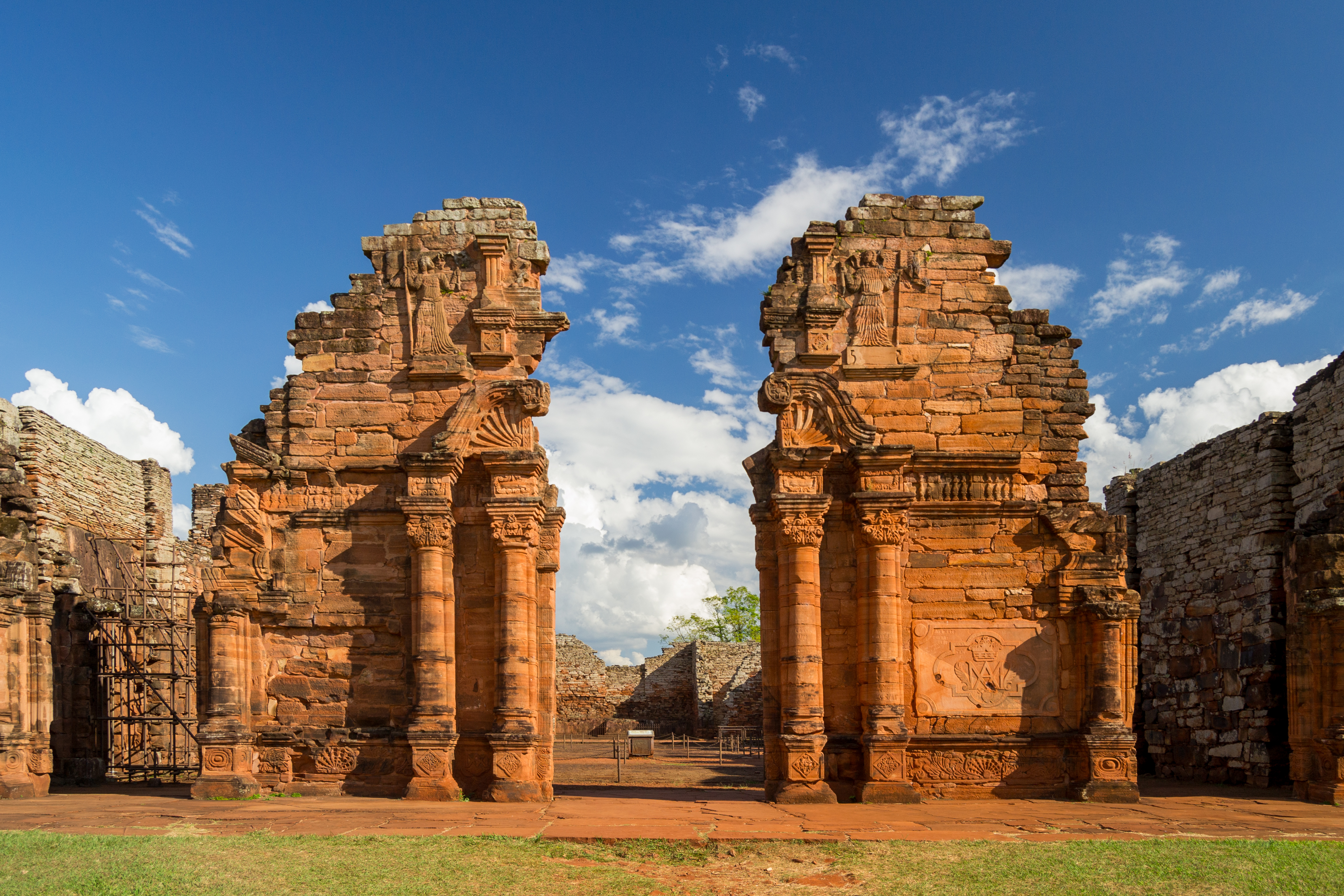
Ruinas de la reducción jesuítica de San Ignacio Miní.

Las Ruinas Jesuítico Guaraníes de San Ignacio Miní (siglo XVII), principal destino turístico de la zona, son el exponente máximo de la arquitectura conocida como «Barroco Guaraní». Estas imponentes ruinas sirvieron de escenario a la película La Misión, de Roland Joffé, con el actor Robert De Niro.

## Economía
La economía local se basa principalmente en la producción, y procesamiento de la yerba mate en los establecimientos " La María Antonia " y " Martín y Compañía".
Cuando la yerba mate sufrió una considerable depreciación, muchos de los pequeños productores decidieron vender sus chacras o dedicarse exclusivamente al cultivo de especias de producción estacional y/o anual, básicamente para el sustento diario, como  porotos, maíz, mandioca y su derivado el almidón, caña de azúcar, verduras, melones, sandías, naranjas, mamones, limones, etc. Trayendo en excedente de su producción a la feria local para obtener dinero en efectivo.
En las chacras, también se desarrollan, casi exclusivamente para consumo propio, actividades de cría de animales de granja.
Otra de las bases de la economía se encuentra en las plantaciones de pino, que envían su producción a las plantas procesadoras de pasta celulosa y numerosos aserraderos .
Un gran porcentaje de la población son trabajadores del estado municipal, provincial, o nacional. 
La actividad comercial, gira alrededor de algunos supermercados, comercios minoristas y puestos de artesanías.

## Toponimia
El nombre proviene de Ignacio de Loyola, religioso católico fundador de la Compañía de Jesús, que fue la que instaló la famosa reducción aborigen. Loyola fue declarado santo por la Iglesia Católica.

## Parroquia católica
| Diócesis  | Posadas               |
| --------- | --------------------- |
| Parroquia | San Ignacio de Loyola |

## Hermanamiento
La ciudad de San Ignacio Guazú, de Misiones, Paraguay es su ciudad hermana.